# Glanshaver-associatie
De glanshaver-associatie ofwel glanshaverhooiland (Arrhenatheretum elatioris) is een associatie uit het glanshaver-verbond (Arrhenatherion elatioris).

## Naamgeving en codering
- Natura2000-habitattypecode (EU-code): H6510A
- Syntaxoncode voor Nederland (rVvN): r16Bb01
- BWK-karteringscode: hu

De wetenschappelijke naam Arrhenatheretum elatioris is afgeleid van de botanische naam van de associatiekensoort gewone glanshaver (Arrhenatherum elatius).

## Subassociaties in Nederland en Vlaanderen
Binnen de glanshaver-associatie wordt in Nederland en Vlaanderen een viertal subassociaties onderscheiden.

### Typische subassociatie
De typische subassociatie (Arrhenatheretum elatioris typicum) komt vooral voor op de meest vochthoudende bodems binnen de associatie. Groot streepzaad, glad walstro en grote bevernel hebben binnen de associatie hier hun optimum. Van alle subassociaties is deze het meest verwant aan het verbond van grote vossenstaart.

### Subassociatie met rietzwenkgras
Een subassociatie met rietzwenkgras (Arrhenatheretum elatioris festucetosum) omvat tamelijk ruige hooilanden waarin een relatief hoog aandeel thermofiele zoomsoorten aanwezig is, in het bijzonder soorten die typisch zijn voor de marjolein-klasse, en dan vooral de associatie van dauwbraam en marjolein. De subassociatie wordt vooral aangetroffen op hellende terreinen (meestal geëxponeerd op het zuiden) op zandige klei. Differentiërende soorten zijn rietzwenkgras, viltig kruiskruid, wilde marjolein, echt bitterkruid en wilde cichorei. In Zeeland treden ook ijzerhard, donderkruid, wollige distel, strandkweek en ruige anjer in deze subassociatie op.

### Subassociatie met gewone veldbies
Een subassociatie met gewone veldbies (Arrhenatheretum elatioris luzuletosum) omvat de de glanshaverhooilanden op relatief schrale, lutumarme, neutrale tot zwak zure bodems die in de zomer uitdrogen. Differentiërende taxa zijn gewone veldbies, gewoon biggenkruid, gewoon struisgras, muizenoor en klein streepzaad. Onder de grassen hebben gewoon reukgras, zachte dravik en bevertjes binnen de associatie hier een optimum. De best ontwikkelde glanshaverhooilanden van deze subassociatie komen voor in het Maasdal en langs het Julianakanaal.

### Subassociatie met sikkelklaver
Een subassociatie met sikkelklaver (Arrhenatheretum elatioris medicaginetosum) komt voor op zandige, warme, kalkrijke zandgronden en zandige leemgronden in hoge delen van de uiterwaarden, zoals oeverwallen, dijken en forten. Deze subassociatie is verwant aan de associatie van sikkelklaver en zachte haver.

## Diagnostische taxa
In de onderstaande synoptische tabel staan de belangrijkste diagnostische taxa voor de glanshaver-associatie.
Kruidlaag
| Diagnostiek           | Triviale naam       | Botanische naam                        | Opmerking |
| --------------------- | ------------------- | -------------------------------------- | --------- |
| associatiekentaxa     | gewone glanshaver   | Arrhenatherum elatius                  |           |
| associatiekentaxa     | groot streepzaad    | Crepis biennis                         |           |
| associatiekentaxa     | glad walstro        | Galium mollugo                         |           |
| associatiekentaxa     | gele morgenster     | Tragopogon pratensis subsp. pratensis  |           |
| associatiekentaxa     | oosterse morgenster | Tragopogon pratensis subsp. orientalis |           |
| associatiekentaxa     | grote bevernel      | Pimpinella major                       |           |
| associatiekentaxa     | karwijvarkenskervel | Dichoropetalum carvifolia              |           |
| associatiekentaxa     | pastinaak           | Pastinaca sativa                       |           |
| associatiekentaxa     | beemdooievaarsbek   | Geranium pratense                      |           |
| differentiërende taxa | fluitenkruid        | Anthriscus sylvestris                  |           |
| differentiërende taxa | wilde peen          | Daucus carota                          |           |
| differentiërende taxa | gewone berenklauw   | Heracleum sphondylium                  |           |

## Fotogalerij

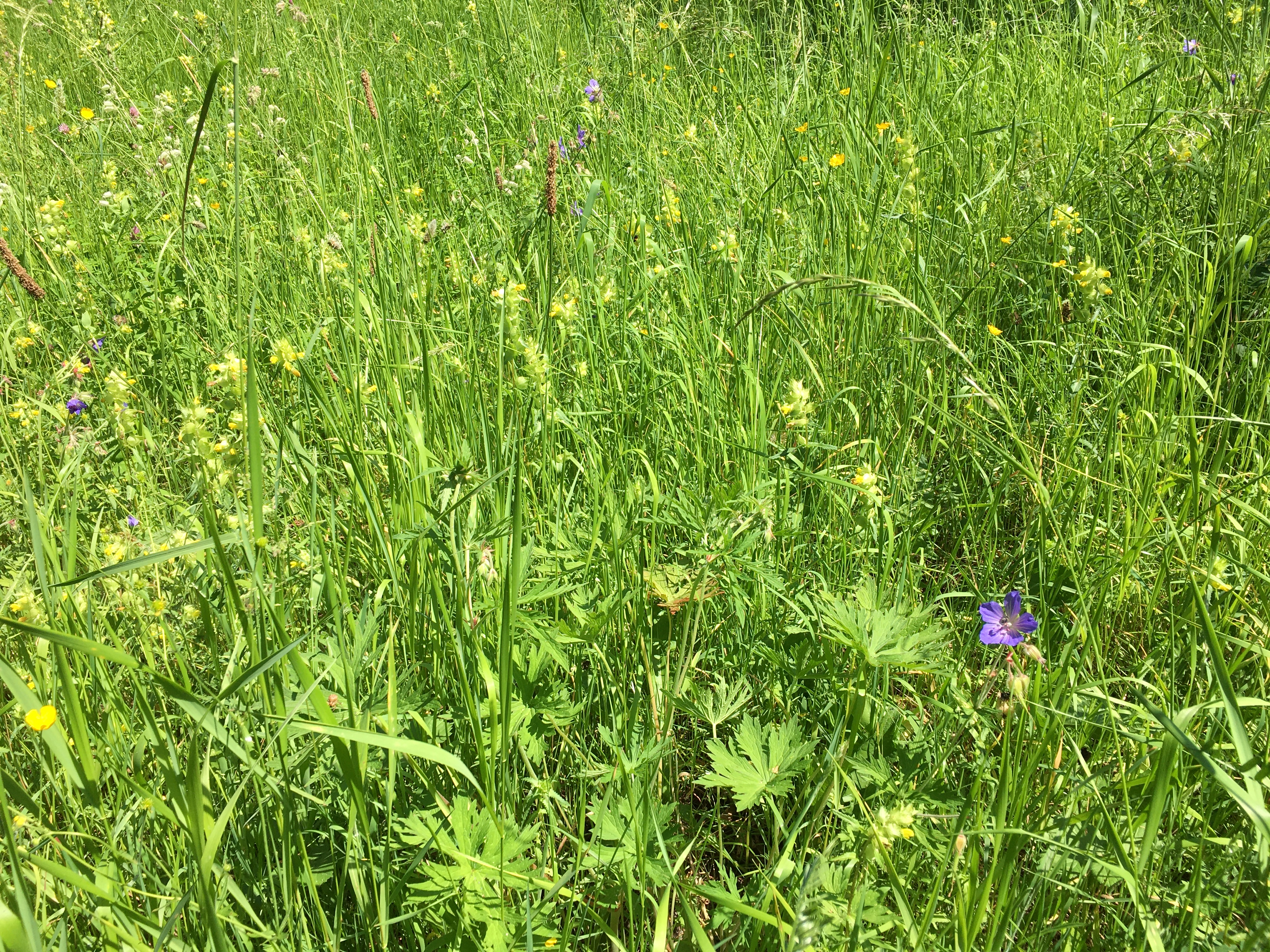